# 恰里夫涅 (博布里涅茨區)
48°1′17″N 32°3′4″E / 48.02139°N 32.05111°E
恰里夫涅（烏克蘭語：Чарівне），是烏克蘭中部的村莊，隸屬基洛夫格勒州的克羅皮夫尼茨基區。該村面積0.66平方公里，海拔高度174米，2001年人口695，人口密度每平方公里1,062.7人。